# 所依
| ウィキペディアには「所依」という見出しの百科事典記事はありません（タイトルに「所依」を含むページの一覧/「所依」で始まるページの一覧）。 代わりにウィクショナリーのページ「所依」が役に立つかもしれません。 |